# Jeremiah Mason
Jeremiah Mason, född 27 april 1768 i Lebanon, Connecticut, död 14 oktober 1848 i Boston, Massachusetts, var en amerikansk politiker (federalist). Han representerade delstaten New Hampshire i USA:s senat 1813-1817.
Mason utexaminerades 1788 från Yale College. Han studerade sedan juridik och inledde 1791 sin karriär som advokat i Vermont. Han flyttade därefter vidare till New Hampshire. Han var delstatens justitieminister (New Hampshire Attorney General) 1802-1805.
Mason efterträdde 1813 Charles Cutts som senator för New Hampshire. Han avgick 1817 och efterträddes av Clement Storer.
Mason avled 1848 och gravsattes på Mount Auburn Cemetery i Cambridge, Massachusetts.